# دانينغن

دانينغن (بالنرويجية: Daningen) هي بحيرة تقع في بلدية هاتفيلدال في مقاطعة نورلان، النرويج. تقع البحيرة على بعد 2 كيلومتر (1.2 ميل) إلى الغرب من الحدود مع السويد وحوالي 4 كيلومترات (2.5 ميل) إلى الشمال الشرقي من نهر فيفسنا.